# Confoederatio cum principibus ecclesiasticis

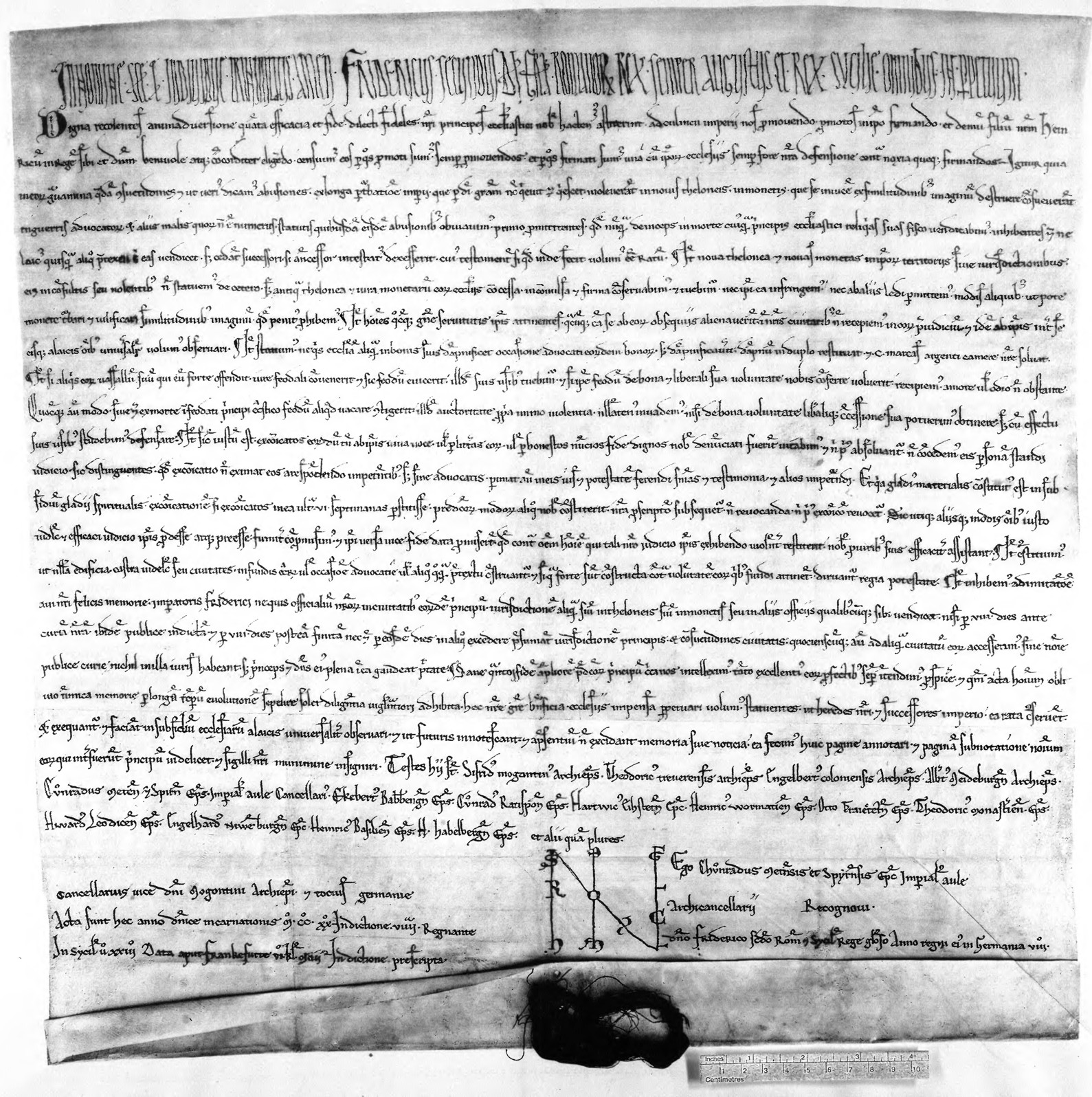
Document original

La Confoederatio cum principibus ecclesiasticis est un texte promulgué le 26 avril 1220 en faveur des princes  ecclésiastiques. Il est l'une des plus importantes sources juridiques du Saint-Empire romain germanique. À travers ce texte, Frédéric II renonce à un certain nombre de privilèges royaux aux princes ecclésiastiques.

## Contenu
1. Les biens d'un évêque défunt retourneront à son successeur ;
2. Personne n'aura le droit de s'emparer d'un fief ou propriété d'un prélat défunt :
3. Nul n'empêchera par la voie des armes les effets de l'excommunication ;
4. Les fiefs de l'Église ne pourront être détournés de leur destination sans le consentement express du détenteur ;
5. Aucun officier de l'empereur n'aura juridiction ni droit d'impôt dans les villes épiscopales ;
6. L'empereur lui-même ne pourra exercer ces droits pendant les huit jours qui précèderont et suivront la réunion de la diète générale.

## Sources
- Histoire universelle de l'Eglise Catholique, par René François Rohrbacher, Auguste-Henri Dufour Publié par Gaume Frères, 1858
- Histoire des croisades, par Joseph Fr Michaud, Jean-Louis-Alphonse Huillard-Bréholles Publié par Furne, 1856